# Чобенешть
Чобенешть, Чобенешті (рум. Ciobănești) — село у повіті Арджеш в Румунії. Входить до складу комуни Бебана.
Село розташоване на відстані 117 км на північний захід від Бухареста, 10 км на захід від Пітешть, 95 км на північний схід від Крайови, 110 км на південний захід від Брашова.

## Населення
За даними перепису населення 2002 року у селі проживали 706 осіб, усі — румуни. Усі жителі села рідною мовою назвали румунську.